# Waarschip
Waarschip ist der Name einer Bootswerft in den Niederlanden und die Bezeichnung für die dort ursprünglich entwickelten Segelboote. Seit der Schließung der ursprünglichen Werft Ende der 1990er Jahre vermarkten bzw. vermarkteten verschiedene Bootsbaubetriebe ihre Produkte unter dieser Marke.

## Konzept und Geschichte
Die Waarschip Werft wurde 1963 von Willem J. Akkerman und Klaas T. Kremer im niederländischen Dorf t'Waar bei Delfzijl gegründet. Sie produzierten dort Kajüt–Kielboote in Multi-Knickspant-Bauweise, die sie, benannt nach dem Firmensitz, als Waarschips vermarkteten. Das Geschäftsmodell fokussierte dabei auf teilfertige Schiffe, die für den weiteren Selbst(aus)bau geeignet waren. Der Rumpf wurde grundsätzlich von Waarschip gefertigt. Es gab aber auch Werften, die diese in Lizenz bauten, so zum Beispiel die dänische Werft Dantec Marine.
Der Ausbau erfolgte wahlweise durch den Eigner oder die Werft, hierbei konnte zwischen mehreren Fertigstellungsgraden gewählt werden. In den Anfängen der Volks–Segelei erfüllten sich so tausende Segler preiswert ihren Traum. Zunächst machte sich die Waarschip 725 – auch bekannt als „Quarttonner“ (Vierteltonner) – später auch die Waarschip 1010 als schnelles Regattaschiff einen Namen.
1991 verkauften Akkerman und Kremer die Waarschip-Werft an Derk Jan „Dick“ Teerling, der den Betrieb schon seit 1988 leitete. Es gab keine wirklichen Innovationen und der Selbstbau wurde im Vergleich zu den günstigeren Kunststoffbauten immer unwirtschaftlicher, so dass die Werft ihren Betrieb aufgrund Zahlungsunfähigkeit 1997 einstellte und 1998 in einer Nachfolgegesellschaft aufging. 1999 wurde die Werft von Truus Nijdam und Louis Hijlkema, die 1998 zum insolventen Unternehmen gekommen waren, übernommen. Allerdings kam es erneut zum Konkurs, woraufhin durch ehemalige Mitarbeiter der Werft mit Hechtschip, Waarschip Nederland und Titan-Yachts verschiedene Nachfolgebetriebe gegründet wurden, die die Waarschip–Tradition fortzusetzen suchten, sodass in der Zeit nach 1998 unterschiedliche Werften Boote nach Waarschip–Rissen bauten.
Die genannten Unternehmungen gaben in der Folge wieder auf bzw. fusionierten. Truus Nijdam und Louis Hijlkema betreiben heute in Delfzijl eine Werft unter dem alten Namen Waarschip Werf. In der Folge werden dort als Waarschips sowohl Elektro- als auch die Segelboote, allerdings nicht mehr aus Holz, sondern aus GFK–Verbundwerkstoff, und in einer Größe bis 44 Fuß gefertigt. Mit dem Nautisch Centrum Delfzijl, das aus der 2002 gegründeten Waarschip Nederland hervorgegangen ist und dessen Inhaber Roelof Niezen ebenfalls Rechte an der Marke „Waarschip“ innehat, gibt es im selben Ort heute eine weitere Werft, die Boote unter diesem Namen vertreibt.

## Die Boote
Die ursprünglichen Waarschips sind kurzkielige Holzboote mit Bermudarigg und beinahe ausnahmslos mit untergebolztem Ballastschwert. Sie wurden, ähnlich den Folkebooten ihrer Zeit, aus Sperrholz (zuerst Mahagoni, später überwiegend Okoumè) in Klinkerbeplankung gefertigt. Die auf der Werft fertiggestellten Rumpfschalen (ohne Deck und Innenausbau) sowie Baupläne und Sperrholzplatten wurden als Bausätze an Selbstbauer verkauft, die daraus schnelle, langlebige und leichte Segelboote konstruierten. Vereinzelt wurden ab den 1990er Jahren insbesondere die größeren Modelle, aber auch Sonderanfertigungen größerer Katamarane, komplett auf der Werft gebaut.

### Modelle
Insgesamt gibt es, abgesehen von Einzelbauten im Mehrrumpfbereich, drei Generationen dieser Waarschips. In der ersten Generation wurden die noch sehr runden W 600, W 725 (Vierteltonner) und W 870 (Halbtonner) gebaut, und später folgten die deutlich kantigeren Typen W 570, W 660, W 730, W 900 (letztere meist als „plus“–Version). Abschließend gab es die Generation der erstmals in den 1980er Jahren gebauten Boote, wie der W 1010, die keine eigenständige Konstruktion im eigentlichen Sinne ist, da für ihren Bau einfach die Spantmodelle der kleineren 660 soweit auseinandergezogen wurden, bis das Boot 10,10 Meter lang war. In der letzten Generation wurden ebenfalls die „Light-Displacement“–Typen W 36 LD und W 28 LD gebaut.
Ab 1978 gab es Mahagoni–Rümpfe nur noch gegen Aufpreis. Gleichzeitig wurde, ebenfalls als Extra, eine Beschichtung mit Epoxidharz angeboten. Von 1978 bis 1985 wurden statt nichtrostender Messing– ganz oder teilweise Eisenschrauben in den Rümpfen verbaut, was bei der Restaurierung von Waarschips dieser Baujahre mitunter einen erheblich größeren Aufwand zur Folge hat.
Die klassischen Waarschip Segelboote sind:
| Typ                | Länge in m                  | Breite in m | Tiefgang in m                                          | Gewicht in kg       |
| ------------------ | --------------------------- | ----------- | ------------------------------------------------------ | ------------------- |
| Waarschip 570      | 5,70 Lüa, 5,25 LWL          | 2,45        | 1,00 (Untiefenkiel: 0,60)                              | 750                 |
| Waarschip 570 plus | 6,60 Lüa                    | 2,50        | 0,95                                                   | 850                 |
| Waarschip 600      | 6,00 Lüa, 5,25 LWL          | 2,00 (2,05) | 0,85 bzw. 1,00 (Untiefenkiel: 0,60; Regattakiel: 1,15) | 500                 |
| Waarschip 660      | 6,60 Lüa, 6,00 LWL          | 2,50        | 1,00 (Kielschwert: 0,50)                               |                     |
| Waarschip 710      | 7,10 Lüa                    | 2,10        | 1,00                                                   | 1200                |
| Waarschip 725      | 7,25 Lüa, 5,4 bzw. 5,5 LWL  | 2,50        | 1,00, 1,20 oder 1,50                                   | 1200                |
| Waarschip 730      | 7,30 Lüa, 6,15 LWL          | 2,90        | 1,25                                                   | 1500                |
| Waarschip 740      | 7,40 Lüa, 6,70 LWL          | 2,74        | 1,25                                                   | 1500                |
| Waarschip 870      | 8,70 Lüa,                   | 3,05        | 1,25 oder 1,65                                         |                     |
| Waarschip 28 LD    | 8,90 Lüa, 7,50 LWL          | 3,07        | 1,80 (1,50 bis 1,90)                                   | 2500 (1100 Ballast) |
| Waarschip 900      | 9,00 Lüa, 7,60 LWL          | 3,30        | 1,50                                                   | 3500 (1500 Ballast) |
| Waarschip 900 plus | 9,33 Lüa                    | 3,30        | 1,50                                                   |                     |
| Waarschip 1010     | 10,13 (10,50) Lüa, 9,34 LWL | 2,50        | 1,90 (Hubkiel: 2,10) (Untiefenkiel: 1,50)              | 2000 (1600)         |
| Waarschip 36 LD    | 10,75 Lüa, 9,50 LWL         | 3,40        | 1,25 bis 2,00                                          |                     |
| Waarschip 1076     | 10,76 Lüa, 8,80 LWL         | 3,68        | 1,20 bis 2,102,10                                      |                     |
| Waarschip 1220     | 12,65 Lüa, 10,55 LWL        | 3,60        | 1,60 bis 2,20                                          |                     |

Eine W 910 und eine W 1020 gab es zunächst lediglich als Vorführversionen; erst nach 1998 wurden diese Konstruktionen, u. a. als Titan 910 bzw. Titan 1020, gebaut und vertrieben. Die W 725 ist das meist gebaute Waarschip und damit auch das bekannteste. Insgesamt wurden bis zu 2.000 dieser Vierteltonner–Rümpfe gebaut.

### Segeleigenschaften
Unter Seglern gelten die Waarschips letztlich auch aufgrund ihrer charakteristischen Rumpfform und trotz der vergleichsweise eher geringen Segelfläche als relativ schnelle und teilweise ranke Schiffe, die sportlich zu segeln sind. Das, insbesondere für die damalige Zeit, hohe Geschwindigkeitspotential verdanken die Boote nicht zuletzt ihrem, in Relation zur Größe, geringen Gewicht, was vor allem aus der Sperrholzbauweise resultiert. Maßgeblich für die Ausprägung ihrer sportlichen Segeleigenschaften ist auch die Länge der verbauten Kielfinne.
Der fast jollenartige, eher formstabile Rumpf und das geringe Länge-zu-Breite-Verhältnis der kleineren Waarschips (bei der Waarschip 570 beträgt dieses etwa 2,3:1) führt schon bei geringen Windgeschwindigkeiten zu einer verhältnismäßig großen Krängung, bevor eine stabile Lage erreicht wird. Der daraus resultierenden Luvgierigkeit begegnend, wurden die kleineren Waarschips W 570 und W 600 mit am Heckspiegel angebrachtem Ruder ab Werft mit einem verhältnismäßig langen Ruderblatt ausgerüstet, was ihre Steuerfähigkeit begünstigen sollte. Aus dem gleichen Grund wurden beim W 725 manchmal Ruderblätter mit NACA-Profil, wie sie auch später in den größeren W 1010 Verwendung fanden, nachgerüstet. In der Regel beginnen Waarschip-Segler auch relativ früh mit dem Einziehen von Reffs, um ungünstig große Schräglagen zu vermeiden.